# Hennecourt
Hennecourt é uma comuna francesa na região administrativa do Grande Leste, no departamento de Vosges. Estende-se por uma área de 7.17 km². Em 2010 a comuna tinha 370 habitantes (densidade: 51,6 hab./km²).